# Juhász Frigyes-díj
A Juhász Frigyes-díj a Magyar Újságírók Országos Szövetsége Zenei Főosztályának díja.
A Juhász Frigyes Díj Alapítványt Juhász Frigyes zenekritikus, zeneszerző végakaratának megfelelően az özvegye, Juhász Frigyesné Könyves Ildikó hozta létre 2003-ban 1 000 000 Ft-os tőkével, közhasznú formában, elsősorban fiatal újságírók, médiaszakemberek kiemelkedő szakmai munkájának díjazására, támogatására.  A díjat évente egy alkalommal adják át (először 2004-ben).

## A Juhász Frigyes Díj Alapítvány kuratóriuma
- Albert Mária elnök,
- Feuer Mária,
- László Zsuzsa,
- Kertész Iván,
- dr. Simon Noémi[1]

## Díjazottak
- 2004: Várbíró Judit, a Magyar Televízió szerkesztője
- 2005: Mátai Györgyi újságíró
- 2006: Hollós Máté, a Hungaroton ügyvezető igazgatója